# Glyptobasis nugax
Glyptobasis nugax är en insektsart som först beskrevs av Walker 1853.  Glyptobasis nugax ingår i släktet Glyptobasis och familjen fjärilsländor. Inga underarter finns listade i Catalogue of Life.